# Tiberiu Nițu
Tiberiu Nițu (n. 31 iulie 1971, Sebeș, Alba, România) este un jurist român, fost procuror general al Parchetului de pe lângă Înalta Curte de Casație și Justiție (din 16 mai 2013 până pe 2 februarie 2016), fiind succedat de Augustin Lazăr.